# Selecció de futbol de Panamà
La Selecció de futbol de Panamà és l'equip representatiu del país a les competicions oficials. La seva organització està a càrrec de la Federació Panamenya de Futbol (FEPAFUT), pertanyent en la CONCACAF.

## Participacions en la Copa del Món
| Copa del Món de Futbol | Copa del Món de Futbol | Copa del Món de Futbol | Copa del Món de Futbol | Copa del Món de Futbol | Copa del Món de Futbol | Copa del Món de Futbol | Copa del Món de Futbol | Copa del Món de Futbol |                        |
| Any                    | Ronda                  | Posició                | PJ                     | PG                     | PE                     | PP                     | GF                     | GC                     |                        |
| ---------------------- | ---------------------- | ---------------------- | ---------------------- | ---------------------- | ---------------------- | ---------------------- | ---------------------- | ---------------------- | ---------------------- |
| 1930                   | No hi va entrar        | No hi va entrar        | No hi va entrar        | No hi va entrar        | No hi va entrar        | No hi va entrar        | No hi va entrar        | No hi va entrar        | No hi va entrar        |
| 1934                   | No hi va entrar        | No hi va entrar        | No hi va entrar        | No hi va entrar        | No hi va entrar        | No hi va entrar        | No hi va entrar        | No hi va entrar        | No hi va entrar        |
| 1938                   | No hi va entrar        | No hi va entrar        | No hi va entrar        | No hi va entrar        | No hi va entrar        | No hi va entrar        | No hi va entrar        | No hi va entrar        | No hi va entrar        |
| 1950                   | No hi va entrar        | No hi va entrar        | No hi va entrar        | No hi va entrar        | No hi va entrar        | No hi va entrar        | No hi va entrar        | No hi va entrar        | No hi va entrar        |
| 1954                   | No hi va entrar        | No hi va entrar        | No hi va entrar        | No hi va entrar        | No hi va entrar        | No hi va entrar        | No hi va entrar        | No hi va entrar        | No hi va entrar        |
| 1958                   | No hi va entrar        | No hi va entrar        | No hi va entrar        | No hi va entrar        | No hi va entrar        | No hi va entrar        | No hi va entrar        | No hi va entrar        | No hi va entrar        |
| 1962                   | No hi va entrar        | No hi va entrar        | No hi va entrar        | No hi va entrar        | No hi va entrar        | No hi va entrar        | No hi va entrar        | No hi va entrar        | No hi va entrar        |
| 1966                   | No hi va entrar        | No hi va entrar        | No hi va entrar        | No hi va entrar        | No hi va entrar        | No hi va entrar        | No hi va entrar        | No hi va entrar        | No hi va entrar        |
| 1970                   | No hi va entrar        | No hi va entrar        | No hi va entrar        | No hi va entrar        | No hi va entrar        | No hi va entrar        | No hi va entrar        | No hi va entrar        | No hi va entrar        |
| 1974                   | No hi va entrar        | No hi va entrar        | No hi va entrar        | No hi va entrar        | No hi va entrar        | No hi va entrar        | No hi va entrar        | No hi va entrar        | No hi va entrar        |
| 1978                   | No s'hi va classificar | No s'hi va classificar | No s'hi va classificar | No s'hi va classificar | No s'hi va classificar | No s'hi va classificar | No s'hi va classificar | No s'hi va classificar | No s'hi va classificar |
| 1982                   | No s'hi va classificar | No s'hi va classificar | No s'hi va classificar | No s'hi va classificar | No s'hi va classificar | No s'hi va classificar | No s'hi va classificar | No s'hi va classificar | No s'hi va classificar |
| 1986                   | No s'hi va classificar | No s'hi va classificar | No s'hi va classificar | No s'hi va classificar | No s'hi va classificar | No s'hi va classificar | No s'hi va classificar | No s'hi va classificar | No s'hi va classificar |
| 1990                   | No s'hi va classificar | No s'hi va classificar | No s'hi va classificar | No s'hi va classificar | No s'hi va classificar | No s'hi va classificar | No s'hi va classificar | No s'hi va classificar | No s'hi va classificar |
| 1994                   | No s'hi va classificar | No s'hi va classificar | No s'hi va classificar | No s'hi va classificar | No s'hi va classificar | No s'hi va classificar | No s'hi va classificar | No s'hi va classificar | No s'hi va classificar |
| 1998                   | No s'hi va classificar | No s'hi va classificar | No s'hi va classificar | No s'hi va classificar | No s'hi va classificar | No s'hi va classificar | No s'hi va classificar | No s'hi va classificar | No s'hi va classificar |
| 2002                   | No s'hi va classificar | No s'hi va classificar | No s'hi va classificar | No s'hi va classificar | No s'hi va classificar | No s'hi va classificar | No s'hi va classificar | No s'hi va classificar | No s'hi va classificar |
| 2006                   | No s'hi va classificar | No s'hi va classificar | No s'hi va classificar | No s'hi va classificar | No s'hi va classificar | No s'hi va classificar | No s'hi va classificar | No s'hi va classificar | No s'hi va classificar |
| 2010                   | No s'hi va classificar | No s'hi va classificar | No s'hi va classificar | No s'hi va classificar | No s'hi va classificar | No s'hi va classificar | No s'hi va classificar | No s'hi va classificar | No s'hi va classificar |
| 2014                   | No s'hi va classificar | No s'hi va classificar | No s'hi va classificar | No s'hi va classificar | No s'hi va classificar | No s'hi va classificar | No s'hi va classificar | No s'hi va classificar | No s'hi va classificar |
| 2018                   | Primera fase           | 32°                    | 3                      | 0                      | 0                      | 3                      | 2                      | 11                     |                        |
| Total                  |                        | 1/21                   |                        |                        |                        |                        |                        |                        |                        |

### Copa del Món de Futbol de 2018

#### Fase de grups
| Pos | Equip      | PJ | PG | PE | PP | GF | GC | DG | Pts | Classificació        |
| --- | ---------- | -- | -- | -- | -- | -- | -- | -- | --- | -------------------- |
| 1   | Bèlgica    | 3  | 3  | 0  | 0  | 9  | 2  | +7 | 9   | Avança a segona fase |
| 2   | Anglaterra | 3  | 2  | 0  | 1  | 8  | 3  | +5 | 6   | Avança a segona fase |
| 3   | Tunísia    | 3  | 1  | 0  | 2  | 5  | 8  | −3 | 3   |                      |
| 4   | Panamà     | 3  | 0  | 0  | 3  | 2  | 11 | −9 | 0   |                      |

| Bèlgica                       | 3–0     | Panamà |
| ----------------------------- | ------- | ------ |
| Mertens 47' · Lukaku 69', 75' | Informe |        |

| Anglaterra                                                    | 6–1     | Panamà    |
| ------------------------------------------------------------- | ------- | --------- |
| Stones 8', 40' · Kane 22' (p.), 45+1' (p.), 62' · Lingard 36' | Informe | Baloy 78' |

| Panamà            | 1–2     | Tunísia                      |
| ----------------- | ------- | ---------------------------- |
| Meriah 33' (p.p.) | Informe | Ben Youssef 51' · Khazri 66' |

## Participacions en la Copa CCCF
La Copa CCCF es va iniciar el 1941 i es va abolir el 1961.
- 1941 – Quart lloc
- 1943 – No hi va entrar
- 1946 – Cinquè lloc
- 1948 – Tercer lloc
- 1951 – Campions
- 1953 – Setè lloc
- 1955 – No hi va entrar
- 1957 – Quart lloc
- 1960 – No hi va entrar
- 1961 – Primera ronda

## Participacions en el Campionat de la CONCACAF i a la Copa d'Or

### Campionat de la CONCACAF
- 1963 – Primera ronda
- 1965–1989: No hi va entrar.

### Copa d'Or
| Copa d'Or | Copa d'Or       | Copa d'Or | Copa d'Or | Copa d'Or | Copa d'Or | Copa d'Or | Copa d'Or | Copa d'Or |
| Any       | Ronda           | PJ        | PG        | PE        | PP        | GF        | GC        |           |
| --------- | --------------- | --------- | --------- | --------- | --------- | --------- | --------- | --------- |
| 1993      | Fase de grups   | 3         | 0         | 1         | 2         | 3         | 8         |           |
| 2005      | Finalistes      | 6         | 3         | 1         | 2         | 7         | 6         |           |
| 2007      | Quarts de final | 4         | 1         | 1         | 2         | 6         | 7         |           |
| 2009      | Quarts de final | 4         | 1         | 1         | 2         | 7         | 5         |           |
| 2011      | Semi-Finals     | 5         | 3         | 1         | 1         | 7         | 6         |           |
| 2013      | Finalistes      | 6         | 4         | 1         | 1         | 11        | 4         |           |
| 2015      | Tercer lloc     | 6         | 0         | 5         | 1         | 6         | 7         |           |
| Total     | Total           | 28        | 12        | 11        | 11        | 47        | 43        |           |

## Participacions en la Copa Centreamericana
| Copa Centreamericana | Copa Centreamericana |
| -------------------- | -------------------- |
| 1991                 | Primera ronda        |
| 1993                 | Tercer lloc          |
| 1995                 | Cinquè lloc          |
| 1997                 | Cinquè lloc          |
| 1999                 | No hi va entrar      |
| 2001                 | Quart lloc           |
| 2003                 | Cinquè lloc          |
| 2005                 | Quart lloc           |
| 2007                 | Finalistes           |
| 2009                 | Champions            |
| 2011                 | Tercer lloc          |
| 2013                 | Cinquè lloc          |
| 2014                 | Tercer lloc          |